# Echemo
Echemo (in greco antico: Ἔχεμος?, Ekhemos) è un personaggio della mitologia greca. Fu un re di Tegea  e di Arcadia.

## Genealogia
Figlio di Aeropo (figlio di Cefeo), sposò Timandra e fu padre di Laodoco.

## Mitologia
Vinse la gara di lotta durante i primi giochi olimpici e fu il successore di Licurgo per il trono di Arcadia.
Durante la guerra contro gli Eraclidi che cercavano di  conquistare il Peloponneso, si propose come antagonista nella sfida di Illo (che aveva sfidato Euristeo per il possesso dei regni di Micene e Tirinto) e in un singolo combattimento lo vinse ed uccise, costringendo così gli avversari a ritirarsi.
Dopo la sua morte fu succeduto da Agapenore e la sua tomba si trovava a Tegea e rappresentava la lotta tra lui ed Illo.